# Friskies

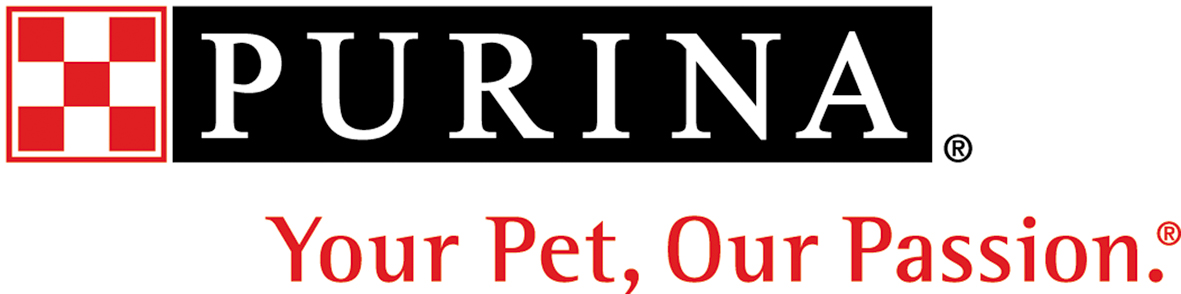
Лого компанії Nestlé Purina PetCare Company

Friskies — серія кормів для кішок, що випускаються фірмою Nestlé Purina PetCare Company — підрозділом фірми Nestlé. Раніше корм Friskies випускався фірмою Carnation, яка була придбана Nestlé в 1985 р. за 3 млрд доларів..

## Види кормів
Фірма Friskies випускає різноманітні види сухого і желеподібного видів кормів для кішок з різним смаком і добавками. Перший корм для котів цієї товарної марки з'явився у 1956 році.

## Галерея

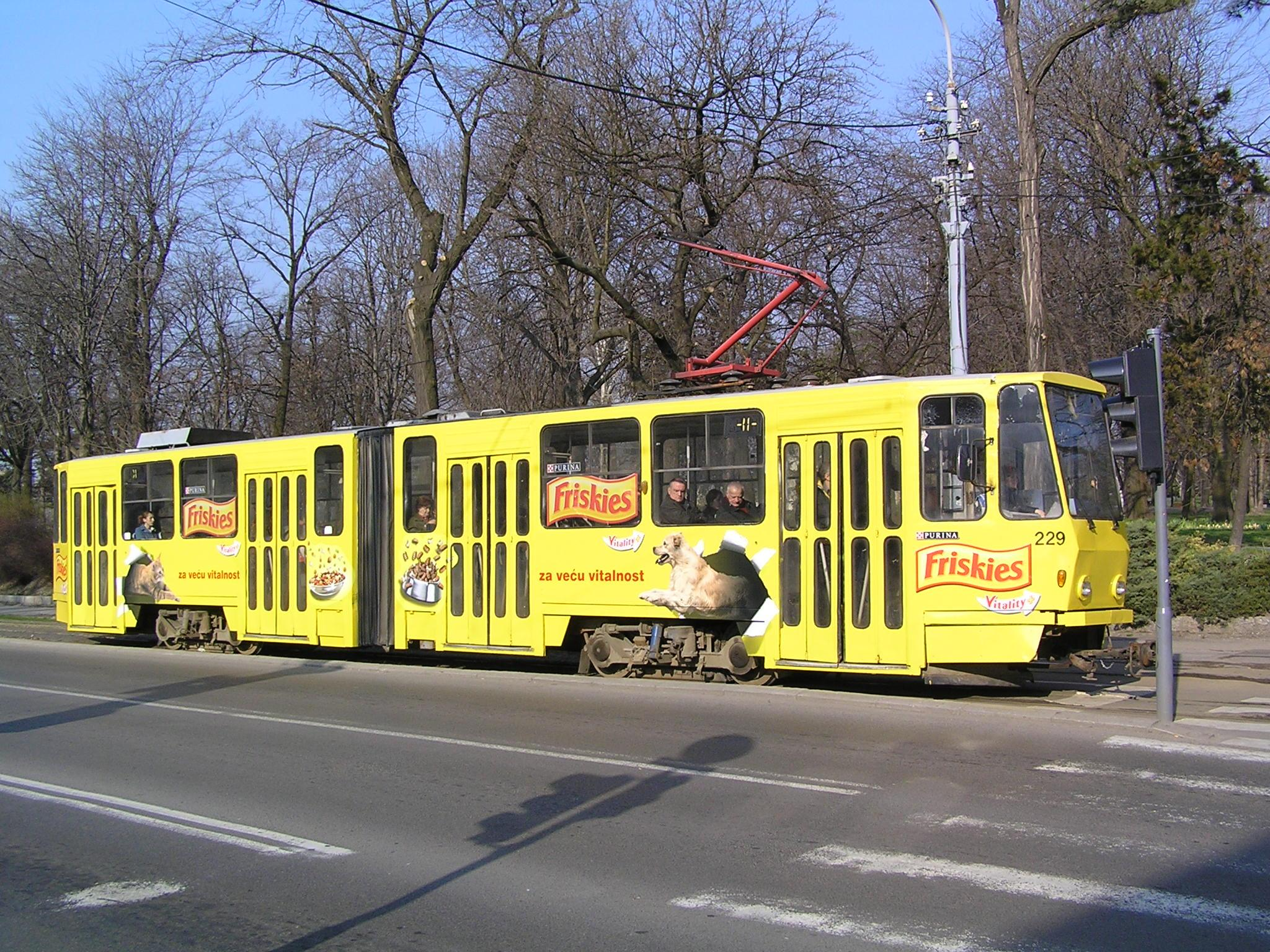
Реклама корму у Белграді
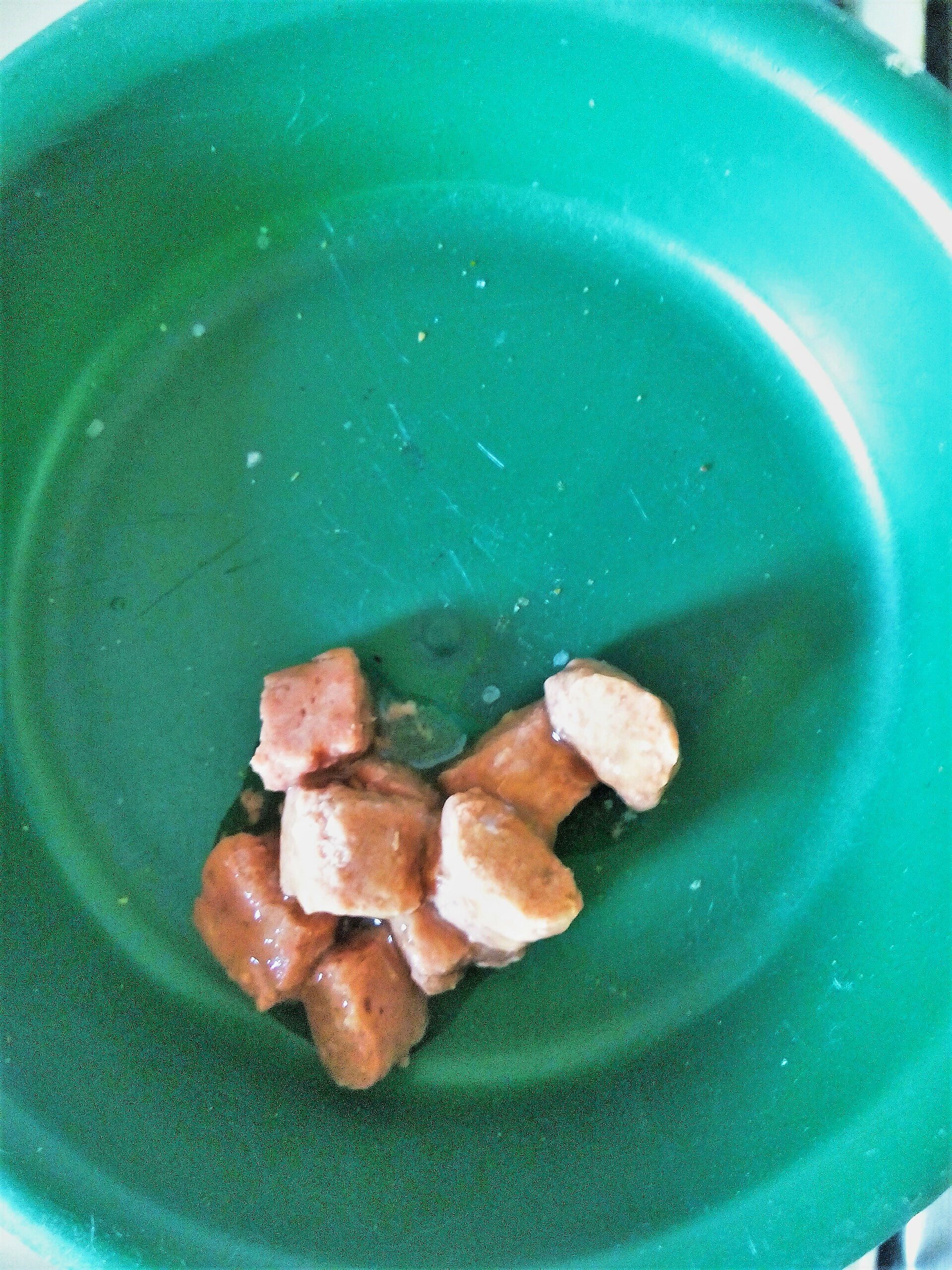
Желеподібний корм із лососем. Чернігів, 2017